# Bundeswehr
De Bundeswehr is de krijgsmacht van Duitsland.
De Bundeswehr bestaat uit vier onderdelen:
- Heer: landmacht
- Luftwaffe: luchtmacht
- Deutsche Marine: marine
- CIR (Cyber- und Informationsraum)

Daarnaast is er nog een aantal gezamenlijke organisaties zoals:
- Streitkräftebasis: 'paarse' organisatie voor ondersteunende diensten, zoals militaire politie, brandstof, munitiebeheer etc.
- Sanitätsdienst: geneeskundige dienst
- Wehrverwaltung: administratie
- Wehrtechnische Dienststellen: testinrichtingen
- Bundesamt für Wehrtechnik und Beschaffung: materieelaankoop

In de Duitse grondwet is geregeld dat voor de inzet van de Bundeswehr altijd een parlementaire toestemming nodig is.

## Geschiedenis
De Bundeswehr is op 12 november 1955 opgericht als uitvloeisel van de Verdragen van Parijs. De Bondsrepubliek was op dat moment nog niet geheel soeverein: de geallieerde bezetters hadden nog niet alle rechten opgegeven. Het bevel over de Bundeswehr werd geïntegreerd in de NAVO-commandostructuur. Pas na het in kracht treden van het Twee-plus-Vier-verdrag in 1991 kreeg de Bondsrepubliek haar volledige soevereiniteit.
Toen de DDR in 1990 opging in de Bondsrepubliek hield ook de Oost-Duitse tegenhanger van de Bundeswehr - de Nationale Volksarmee (NVA) - op te bestaan. Een groot deel van het materieel en personeel van de NVA werd opgenomen in de Bundeswehr. De hogere Oost-Duitse officieren werden echter ontslagen vanwege hun nauwe banden met het voormalige regime.
Vanwege het einde van de Koude Oorlog werd het Duitse defensiebudget kleiner; veel materieel werd daarom afgestoten. In 2011 werd uiteindelijk ook de laatste lichting dienstplichtigen opgeroepen. De Bundeswehr spitste zich toe op inzet bij buitenlandse (vredes)missies, zoals in Somalië, Kosovo, Bosnië, Afghanistan en Libanon. In dat kader werd in 1997 de KSK opgericht, waarmee de Bundeswehr voor het eerst een special forces-eenheid kreeg die snel in het buitenland kon worden ingezet.

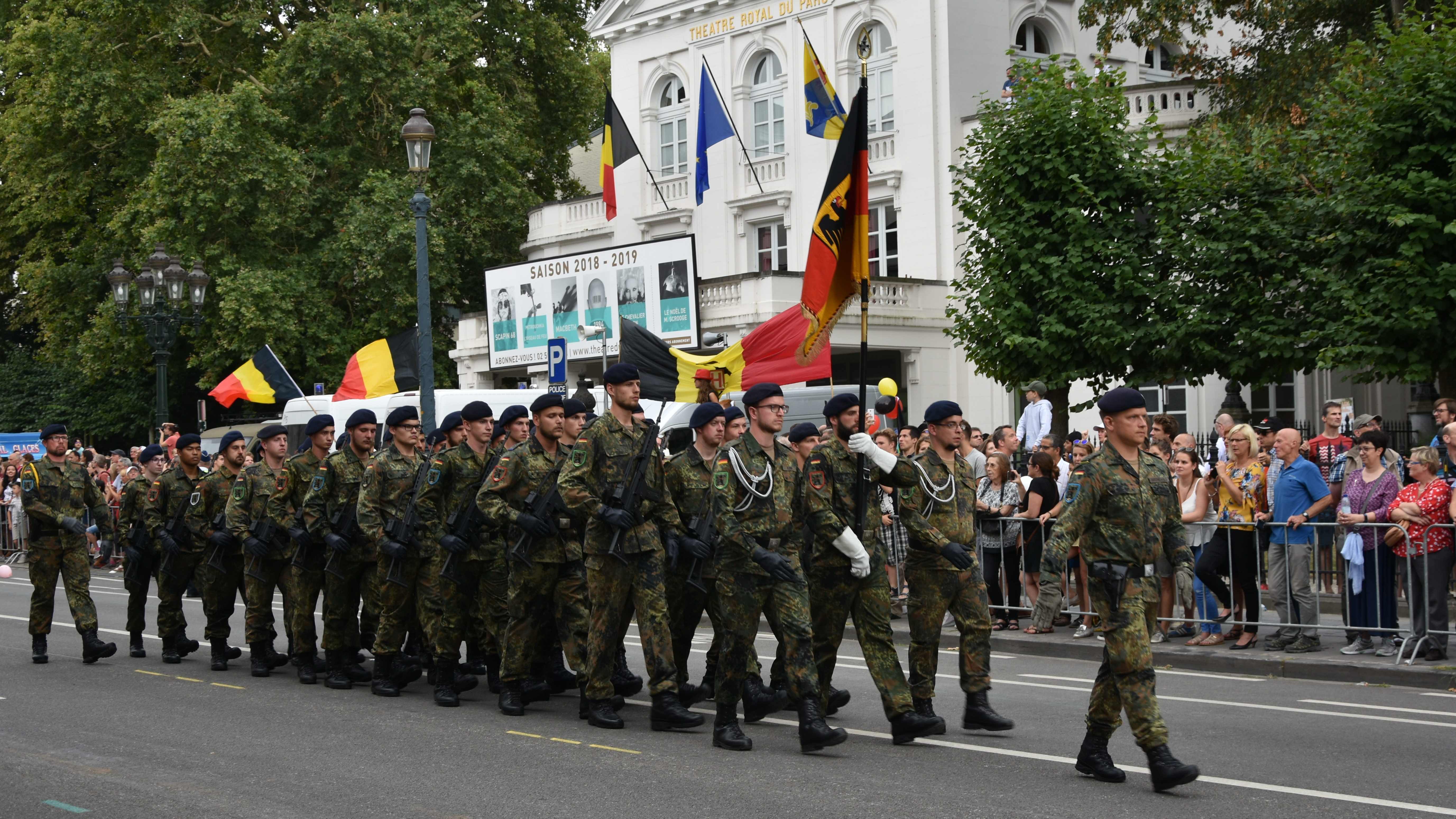
Een afdeling van de Bundeswehr tijdens de Nationale feestdag van België 2018 te Brussel

In 2014 gaf minister van defensie Von der Leyen toe dat de Bundeswehr grote problemen had met de inzetbaarheid. De hele krijgsmacht had te kampen met verouderd materieel en een gebrek aan reserve-onderdelen.
Bondskanselier Olaf Scholz zei op 27 februari 2022 dat zijn regering het budget voor de Duitse krijgsmacht fors wil vergroten. Deze uitspraak deed hij in de Bondsdag in een debat naar aanleiding van de Russische inval in Oekraïne. Volgens Scholz is het de bedoeling dat de Bundeswehr beter inzetbaar wordt, en dat Duitsland als NAVO-lid voldoet aan de NAVO-norm, die stelt dat elke lidstaat minstens 2% van zijn bbp aan defensie uitgeeft. In 2024 rapporteerde Duitsland uitgaven voor ruim 2% van het bbp aan de NAVO, opnieuw voor het eerst sinds 1991 met 2,12% defensie-uitgaven.

## Dienstplicht
De dienstplicht duurt zes maanden en kan vrijwillig worden verlengd tot 24 maanden. Op 3 januari 2011 werd de laatste lichting dienstplichtigen opgeroepen. De Duitse krijgsmacht bestaat sindsdien uit enerzijds beroepsmilitairen en anderzijds vrijwilligers.